# Stazione di Nijō-jinjaguchi
La stazione di Nijō-jinjaguchi (二上神社口駅?, Nijō-jinjaguchi-eki) è una stazione ferroviaria della città di Katsuragi, nella prefettura di Nara, in Giappone. Presso di essa passa la linea Kintetsu Minami-Ōsaka, e fermano sia i treni locali che i semiespressi.

## Linee
Ferrovie Kintetsu
■ Linea Kintetsu Minami-Ōsaka

## Struttura
La stazione è realizzata in superficie, e dispone di due marciapiedi laterali con due binari passanti. I due marciapiedi sono collegati fra di loro da un passaggio a livello interno, e il fabbricato dispone di tornelli automatici.
| 1 | ■ Linea Kintetsu Minami-Ōsaka | per Shakudo, Kashiwarajingū-mae, Yoshino e Kawachi-Nagano     |
| 2 | ■ Linea Kintetsu Minami-Ōsaka | per Furuichi, Fujiidera, Kawachi-Matsubara e Ōsaka-Abenobashi |

## Stazioni adiacenti
| «                           | Servizio                    | »                           |
| Linea Kintetsu Minami-Osaka | Linea Kintetsu Minami-Osaka | Linea Kintetsu Minami-Osaka |
| --------------------------- | --------------------------- | --------------------------- |
| Nijōzan                     | Locale                      | Taimadera                   |
| Nijōzan                     | Semiespresso                | Taimadera                   |
| Transito                    | Espresso sezionale          | Transito                    |
| Transito                    | Espresso                    | Transito                    |